# Ancistria kurosawai
Ancistria kurosawai là một loài bọ cánh cứng trong họ Passandridae. Loài này được Sasaji miêu tả khoa học năm 1993.